# Otavaloa lisei
Espèce
Otavaloa lisei est une espèce d'araignées aranéomorphes de la famille des Pholcidae.

## Distribution
Cette espèce est endémique du Pará au Brésil,. Elle a été découverte à Caxiuanã à Melgaço.

## Description
Le mâle holotype mesure 2,3 mm.

## Étymologie
Cette espèce est nommée en l'honneur d'Arno Antonio Lise.

## Publication originale
- Huber, 2000 : New World pholcid spiders (Araneae: Pholcidae): A revision at generic level.Bulletin of the American Museum of Natural History, no 254, p. 1-348 (texte intégral).